# شجاع أباد (كليبر)
شجاع‌ أباد هي قرية في مقاطعة كليبر، إيران. عدد سكان هذه القرية هو 73 في سنة 2006.